# Леоне Накарава
Леоне Накарава (фідж. Leone Nakarawa, нар. 2 квітня 1988) — фіджійський регбіст, олімпійський чемпіон 2016 року.

## Виступи на Олімпіадах
| Олімпіада           | Дисципліна | Місце |
| ------------------- | ---------- | ----- |
| Ріо-де-Жанейро 2016 | регбі-7    | 1     |

## Зовнішні посилання
- Леоне Накарава — олімпійська статистика на сайті Sports-Reference.com (англ.) (архівна версія)